# Nuno Coelho
Nuno André da Silva Coelho, noto semplicemente come Nuno Coelho (Penafiel, 7 gennaio 1986), è un ex calciatore portoghese, di ruolo difensore.

## Carriera

### Club
Inizia la carriera nel Porto B, seconda squadra del Porto, facendo 10 presenze e un gol. Dal 2006 iniziano i vari prestiti: inizialmente viene mandato al FC Maia, squadra militante nella seconda divisione portoghese, collezionando 14 presenze e nessun gol. Nella stagione 2006-2007 si trasferisce in Belgio nello Standard Liegi dove colleziona 10 presenze e nessun gol. Nella stagione 2007-2008 milita nel Portinense collezionando 15 presenze e nessun gol.
Nella stagione 2008-2009, nell'Estrela Amadora, colleziona 28 presenze e un gol, mentre nella stagione 2009-2010 fece ritorno al Porto collezionando una presenza in campionato.
Il 4 luglio 2010 firma un contratto di quattro anni a un milione di euro con lo Sporting Lisbona. Fa esordio il 13 agosto contro il Paços de Ferreira, perdendo 0-1. Il 26 dello stesso mese mette a segno un gol da quaranta metri, nella partita di qualificazione per l'Europa League contro il Brøndby, battendoli 3-0 in casa loro, decisivo per la qualificazione dopo aver perso la gara d'andata in casa 2-0.
Chiude la stagione con 9 presenze in campionato e nessun gol.
Il 4 giugno 2011 viene acquistato dal Braga firmando un contratto con scadenza nel 2015: totalizza 42 presenze e 4 reti.
In seguito gioca con Balıkesirspor, Sporting K.C. e Chaves.

### Nazionale
Con il Portogallo Under-20 nel 2005 arriva terzo nel Torneo di Tolone.
Dal 2006 al 2008 gioca numerose partite con l'Under-21.
Da giocatore del Braga viene convocato dal CT Paulo Bento per le qualificazioni dei Mondiali brasiliani del 2014, ma non scende mai in campo con la nazionale maggiore.